# Йенидже (фабрика)
Вижте пояснителната страница за други значения на Йенидже.
Йенидже (на немски: Yenidze) е бивша тютюнева фабрика и днес архитектурна забележителност на Дрезден.
Сградата е построена през 1909 г. По външен вид прилича на джамия. Производството на тютюневи изделия продължава тук до 1953 г. и там се намират различни офис помещения, дискотека и ресторант.

## История на строителството
Идеята на строителството е на предприемача Хуго Цитц, като наименованието идва от село Йенидже в Беломорска Тракия, откъдето той внася тютюн за своето производство. Избраната форма от една страна помага за рекламата на изделията, произвеждани тук, а от друга позволява в центъра на града да бъде построена сграда, която има чисто промишлено предназначение. Под формата на минаре се изгражда комин, използван за аспирация.

## Архитектура
Архитектът Герман-Мартин Хамицш проектира сградата, като използва най-модерните за времето си технологии. Това е първото здание в Германия, построено с използването на носещи железобетонни конструкции. Общата височина е 60 м. като от тях 20 метра е изработен от цветно стъкло купол с диаметър 17 метра.

## Фотогалерия
- мозаечна облицовка на главния вход
- ресторант „Йенидже“ на покрива на сградата
- Йенидже има 600 прозореца, изпълнени в различни стилове